# All We Know
All We Know è il terzo e ultimo singolo estratto dall'album dei Paramore All We Know Is Falling, inizialmente pubblicato solo nel Regno Unito nel 2006 e successivamente anche negli Stati Uniti nel 2007.

## Descrizione
Il brano parla dell'abbandono dei Paramore da parte del bassista Jeremy Davis, che lasciò la band poco prima che iniziassero a registrare l'album.

## Video musicale
Il video ufficiale per il singolo, diretto da Dan Dobi, consiste nel montaggio di vari live della band, video della loro città e backstage dei loro concerti. Si tratta di un video musicale simile a quelli di Hallelujah del loro secondo album Riot! e di Careful del terzo album Brand New Eyes.

## Tracce
Testi di Hayley Williams, musiche di Hayley Williams e Josh Farro.
1. All We Know – 3:14

## Formazione
- Hayley Williams – voce
- Josh Farro – chitarra solista, voce secondaria
- Jason Bynum – chitarra ritmica
- Zac Farro – batteria, percussioni

Altri musicisti
- Lucio Rubino – basso